# Parafia Niepokalanego Poczęcia Najświętszej Maryi Panny w Chrząstawie Wielkiej
Parafia Niepokalanego Poczęcia Najświętszej Maryi Panny w Chrząstawie Wielkiej – znajduje się w dekanacie Wrocław północ II (Sępolno) w archidiecezji wrocławskiej. Erygowana w 1887 roku.
Obsługiwana przez księży archidiecezjalnych. Jej proboszczem jest ks. mgr lic. Wiesław Ciesielski Kan. hon. ex. num. Kap. Koleg.

## Parafialne księgi metrykalne
| Księgi metrykalne | Okres ewidencji |
| ----------------- | --------------- |
| chrztów           | 1946 -          |
| ślubów            | 1946 -          |
| zgonów            | 1946 -          |